# Рейтер, Антони
Антони Рейтер (пол. Antoni Franciszek Reiter; 16 марта 1950, Гданьск — 9 февраля 1986, Гданьск) — польский дзюдоист, чемпион и призёр чемпионатов Польши и Европы, призёр чемпионата мира, участник летних Олимпийских игр 1976 года в Монреале.

## Карьера
Выступал в средней весовой категории (до 80 кг). Чемпион (1971, 1973, 1975 годы), серебряный (1974) и бронзовый (1972, 1976) призёр чемпионатов Польши. Серебряный призёр чемпионата мира среди студентов. Чемпион (1975), серебряный (1974) и бронзовый (1976) призёр чемпионатов Европы. Бронзовый призёр чемпионата мира мира 1973 года в Лозанне. На Олимпиаде в Монреале Рейтер занял 12-е место.